# Fabrizio Moretti
Pour les articles homonymes, voir Moretti.
Fabrizio Moretti (né le 2 juin 1980) est un compositeur, musicien et artiste américano-brésilien. Il est le batteur du groupe de rock indépendant américain The Strokes.
En plus de son travail avec The Strokes, Moretti participe à plusieurs projets musicaux et artistiques. Son second groupe Little Joy, composé de Rodrigo Amarante de Los Hermanos et de Jordana "Binki" Shapiro sort son premier album éponyme avec le label Rough Trade Records en 2008. La même année, il joue de la batterie sur le morceau Dream Cars de l’album Stainless Style du groupe californien Neon Neon.
À partir de 2012, il commence une collaboration artistique avec le caricaturiste français Luz sous le nom de FUZLAB.

## Biographie
Fabrizio Moretti est né à Rio de Janeiro au Brésil d’un père italien originaire de Castellazzo Bormida et d’une mère brésilienne.
Lui et sa famille ont déménagé à New York lorsqu’il avait trois ans avec l’idée de rester aux États-Unis pendant un an. La famille a finalement vécu à New York pendant dix-sept ans avant de rentrer au Brésil.
Ses parents lui offrent sa première batterie à l’âge de trois ans mais Fabrizio ne commence à jouer sérieusement qu’à partir de treize ans.
Il fréquente ensuite l'école privée Dwight School de Manhattan où il devient ami avec Julian Casablancas, Mina Boukoftane et Nick Valensi qui plus tard deviendront membres des Strokes.
Il débute ensuite des études à l’Université d'État de New York à New Paltz avant d’arrêter pour se concentrer sur sa carrière musicale.
Lors du hiatus décidé par les membres du groupe entre 2007 et 2010, Fabrizio Moretti est parti en tournée avec le chanteur américain Har Mar Superstar.
Il fonde ensuite un supergroupe nommé Little Joy en compagnie du chanteur, guitariste et auteur brésilien pour le groupe Los Hermanos, Rodrigo Amarante et de la multi-instrumentiste américaine Jordana "Binki" Shapiro. Le groupe a sorti un album éponyme avec le label Rough trade Records le 4 novembre 2008 avant d'entamer une tournée américaine et européenne.
En 2012, peu après la tournée mondiale ayant suivi la sortie de Angles, le quatrième album des Strokes, Moretti commence une collaboration artistique avec le caricaturiste et dessinateur français Luz sous le nom de FUZLAB, une fresque de plusieurs mètres de long réalisée en public et en temps réel, reprenant le mythe de Thésée et du Minotaure.  

## Vie privée
Fabrizio Moretti a eu une relation avec l’actrice américaine Drew Barrymore de 2002 à 2006. Il a écrit avec les Strokes un titre intitulé Clear Skies qui n’a toutefois jamais été commercialisé.
En 2007, il a une liaison avec l'actrice Kirsten Dunst. Entre 2012 et 2013, il est en couple avec l'actrice Kristen Wiig.
Il parle couramment le portugais et rend régulièrement visite à sa famille vivant à Rio de Janeiro au Brésil. Il serait par ailleurs le cousin de la chanteuse et compositrice américaine Kimya Dawson. Parmi ses chansons préférées on retrouve Chelsea Hotel #2 de Léonard Cohen et Happiness Is a Warm Gun des Beatles. Il parle couramment anglais, portugais, italien et français.

## Équipement
Fabrizio utilise une batterie Ludwig Red Vitality édition limitée ainsi que des cymbales et des baguettes Zildjian.